# Karhunsaari (ö i Egentliga Tavastland, Riihimäki)
Karhunsaari är en ö i Finland. Den ligger i sjön Keritty och i kommunen Loppi i den ekonomiska regionen  Riihimäki ekonomiska region  och landskapet Egentliga Tavastland, i den södra delen av landet, 70 km nordväst om huvudstaden Helsingfors. Öns area är 23,1 hektar och dess största längd är 1,1 kilometer i nord-sydlig riktning.